# Черевко Олександр Іванович
Черевко Олександр Іванович (нар. 26 липня 1952) — доктор технічних наук, професор, заслужений діяч науки і техніки України, академік Української академії наук, академік Інженерної академії України, академік Міжнародної академії холоду, член-кореспондент Національної академії аграрних наук України, радник ректора Державного біотехнологічного університету.

## Біографія
Олександр Іванович народився 26 липня 1952 року в с. Ольховчик Шахтарського району Донецької області.
У 1974 році з відзнакою закінчив Харківський інститут громадського харчування за спеціальністю «Технологія та організація громадського харчування».
З 1974 по 1983 роки працював на посаді асистента кафедри обладнання.
У 1982 році захистив кандидатську дисертацію.
З 1983 по 1988 роки працював на посаді доцента.
З 1988 по 1991 роки проректор з наукової роботи.
З 1991 по 2021 роки ректор Харківського державного університету харчування та торгівлі.
З 1995 року професор, обраний академіком Міжнародної академії холоду.
У 1997 році захистив докторську дисертацію.
У 2002 році Указом Президента України за вагомі досягнення в науково-педагогічній діяльності Олександру Івановичу присвоєно почесне звання «Заслужений діяч науки і техніки України».
У 2006 році лауреат Державної премії України в галузі науки і техніки за роботу «Створення та впровадження прогресивних технологій і ефективного обладнання для отримання нових функціональних оздоровчих харчових продуктів».
З 2014 року член Національної спілки журналістів України.
У 2019 році Харківською міською радою Олександру Івановичу присвоєне звання «Почесний громадянин м. Харкова».
З 2023 року радник ректора Державного біотехнологічного університету.

## Праці
Олександр Іванович автор близько 900 наукових праць, понад 100 авторських свідоцтв і патентів на винаходи. Опубліковано 15 підручників і навчальних посібників, 10 монографій.

## Відзнаки та нагороди
- грамоти виконкому Харківської міської ради (2002, 2007);
- грамоти Харківської обласної ради (2002, 2005, 2007);
- грамоти Харківської обласної державної адміністрації (2002, 2005, 2007);
- грамоти Міністерства освіти і науки України (2002, 2006, 2007);
- медаль «Ділова людина України» (2004, 2006);
- знак Асоціації кулінарів України «Професійна пошана» ІІ ступеня (2006);
- грамоти Президії Федерації профспілок України (2006);
- нагрудний знак «Відмінник освіти України» (2006);
- нагрудний знак «Петро Могила» (2007);
- орден «За заслуги» ІІІ ступеня (2007);
- почесна грамота Верховної Ради України (2007);
- знак Асоціації кулінарів України «Професійна пошана» ІІІ ступеня (2008);
- нагрудний знак Міністерства економіки України «За сумлінну працю» ІІ ступеня (2010).